# Ištar
Ištar (sumeranski: Innana ) je vrhovno žensko božanstvo drevne Mezopotamije, božica zaštitnica gradova Ninive i Arbele u središnjem dijelu Asirije, te nakon Ašura, glavno božanstvo Asiraca.

## Razvoj kulta
Komparativna svjedočanstva daju naslutiti da je ovo božanstvo u početku možda bilo muško, no kad su Akađani asimiliralli sumersku kulturu, ono je možda bilo poistovijećeno sa sumerskom božicom, po imenu Inana. Oba božanstva bila su personifikacije planeta Venere. Izuzetna raznolikost značajki Inane-Ištar može značiti da su kroz povijest s njima asimilirana i mnoga druga mjesna božanstva sa svojim svetištima i tradicijama.
Kod zapadnih Semita božici Ištar odgovara Aštarta, premda ih se ne može u svemu poistovijetiti. U kasnijoj grčkoj i rimskoj mitologiji Afrodita i Venera preuzele su s istoka neke tradicije vezane uz Ištar i Aštartu.

## Mitovi
Glavni je prikaz Ištar onaj vidljiv u sačuvanim himnima i mitovima, koji je prikazuju kao božicu ljubavi i seksualnosti. Upravo je u tom smislu Ištar osobito bliska Inani i ciklusu mitova koji je povezuju s bogom Tamuzom (sumerski Dumuzi).

### Ištarin silazak
Najpoznatiji mit o Ištar naslovljen je Ištarin silazak, a sačuvan je na akadskom jeziku. Prema tom mitu, nakon strastvene veze s Tamuzom, Ištar posjećuje »donji svijet« gdje se sukobljuje sa svojom sestrom Ereškigal. Ereškigal ubija sestru Ištar, no njezini je sluge oživljuju i vraćaju na zemlju. Mit ovdje ima različite inačice, no u svakoj od njih Ištar na zemlji ponovno nalazi Tamuza koji nije pokazao nikakvu zabrinutost zbog njezine smrti. Ištar na njega šalje demone koji ga odvlače u donji svijet. Na koncu Tamuz prebiva pola godine u donjem svijetu, a pola godine na zemlji.
Ovaj mit je bio ritualiziran u mezopotamskim kultovima putem svetog vjenčanja, pri čemu su se Ištar i Tamuz sastajali u spolnom odnosu, što je trebalo naznačiti obnovljenu plodonosnu snagu prirode. Izmjena godišnjih doba viđena je kao odraz Tamuzova boravka u podzemlju ili na zemlji.
Vjeruje se da svetkovina slavljenja nove godine (nogodišnje slavlje), kao početak kalendara, upravo potječe od sumerske svetkovine božice Innana (Ištar), čineći je tako najstarijom svetkovinom na svijetu.

### Ep o Gilgamešu
Ep o Gilgamešu donosi sliku prilično hirovite Ištar, koja nastoji zavesti Gilgameša, no ovaj je odvraća navodeći kao razlog način kako je postupala s ostalim svojim ljubavnicima, osobito s Tamuzom.

## Himne
Među mnogim himnama upravljenim božici Ištar, djelo naslovljeno Nin-me-šar-ra donosi najviše epiteta za Ištar: »Kraljica božanskih propisa, sjajno svjetlo, pravedna žena odjevena u sjaj, ljubljena od Neba i Zemlje.«